# Judith Light
Judith Light (Trenton, New Jersey, 9. veljače 1949.) je američka glumica. Najpoznatija je po ulogama u TV serijama "Ružna Betty", "Tko je šef?" i "Zakon i red: Odjel za žrtve".